# Йеллоунайф (племя)

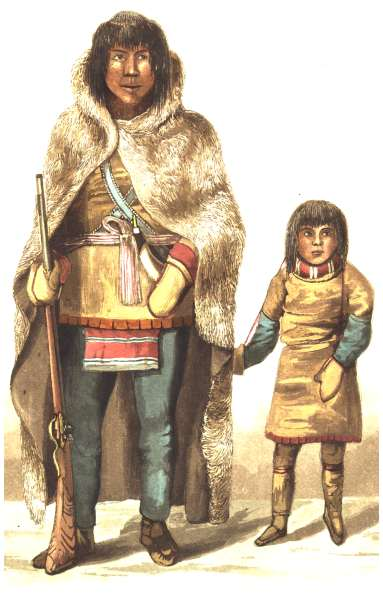
Вождь Акаитчо, который был проводником Джона Франклина, со своим единственным сыном. Роберт Гуд, 1821

Йеллоунайф (англ. Yellowknives, Yellow Knives, букв. «жёлтые ножи», также известны как «красные ножи», «медные индейцы», самоназвание T’atsaot’ine) — по трактовке авторов энциклопедии Handbook of North American Indians, это было региональное ответвление народа чипевайан в Канаде, чья численность на протяжении большей части XIX века колебалась около 200 человек. Название, от которого также происходит название муниципалитета Йеллоунайф, дано общине в связи с тем, что они изготавливали свои орудия из меди.
Община проживала к северу от Большого Невольничьего озера и востоку от Большого Медвежьего озера.
В настоящее время поглощена чипевайанами.
Существующая ныне община Yellowknives Dene First Nation численностью 1370 человек (декабрь 2010 г.—январь 2011 г.) состоит из представителей народа догриб («собачьи рёбра»).